# Romanzo del tempo di guerra
Romanzo del tempo di guerra è un film del 1983 diretto da Pëtr Todorovskij. Fu candidato all'Oscar al miglior film straniero.

## Riconoscimenti
- Premio Oscar
  - Candidatura all'Oscar al miglior film straniero